# 周希旦
周希旦（1528年—1597年），字汝魯，號毅轩，直隸寧國府旌德縣人，民籍，明朝政治人物。

## 生平
嘉靖三十四年（1555年）乙卯科應天府鄉試第一百三十二名舉人。嘉靖四十一年（1562年）中式壬戌科會試第九十九名，廷試三甲第一百四十八名進士。授福建興化府推官，隆慶二年（1568年）行取，升任陕西道監察御史，時高拱當國，恃宫僚舊恩專恣，希旦上疏論之，直聲震一時。隆慶四年（1570年）十月以考察去职。丁艱歸，服除，萬曆十二年（1584年）十月以薦起補浙江道御史，掌河南道，計吏甚公。巡视京營，請補伍足饷，遷南京尚寶司卿，十五年七月升南京大理寺右寺丞，十六年九月官至應天府丞。十七年十一月引年致仕歸，卒祀鄉賢。

## 家族
曾祖周伯諒；祖父周志德；父周世祿，母汪氏。具庆下。